# Giovanni Pelingotto
Giovanni Pelingotto (Urbino, 1240 – Urbino, 1º giugno 1304) è stato un religioso italiano.
Terziario francescano, il suo culto come beato è stato confermato da papa Benedetto XV nel 1918.

## Biografia
Figlio di un ricco mercante di stoffe, all'età di dodici anni il padre lo avviò alla mercatura. Rinunciò presto alla sua attività per vivere una vita di ritiro e penitenza vestendo l'abito del terz'ordine francescano nella chiesa di Santa Maria degli Angeli a Urbino.
Nel 1300, in occasione del giubileo indetto da papa Bonifacio VIII, si recò in pellegrinaggio a Roma e, dopo tale esperienza, intensificò la sua vita spirituale; colpito da una grave infermità che lo privò anche della parola, morì nel 1304.

## Il culto
Fu sepolto inizialmente nel cimitero nel chiostro del convento dei francescani a Urbino, ma in seguito le sue spoglie furono esumate e traslate nella chiesa di San Francesco dove, sul suo sepolcro, fu eretto un altare.
Papa Benedetto XV, con decreto del 13 novembre 1918, ne confermò il culto con il titolo di beato.
Il suo elogio si legge nel martirologio romano al 1º giugno.